# کریستین چیریلتی
کریستین چیریلتی (انگلیسی: Christian Chirieletti؛ زادهٔ ۲ مارس ۱۹۸۸) بازیکن فوتبال است.